# ランベルト・ベールの法則

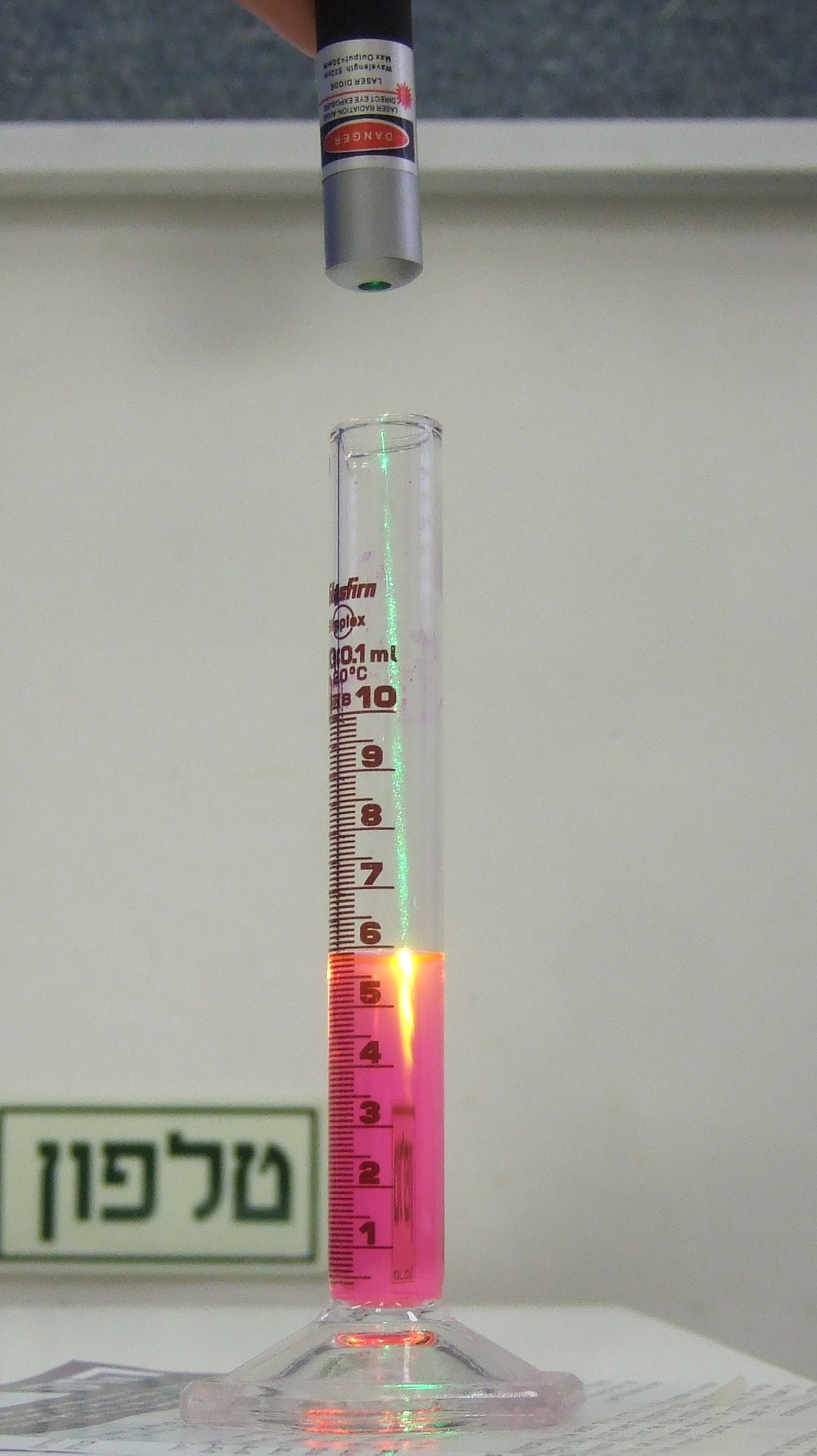
ランベルト・ベールの法則の例。Rhodamine 6Bの溶液中の緑色レーザー光。光線は溶液中を進むにつれて弱くなる。

ランベルト・ベールの法則（ランベルト・ベールのほうそく、英: Lambert–Beer law、英語ではBeer–Lambert law、Beer–Lambert–Bouguer law、または単にBeer's lawと呼ばれるものも同じ意味）は光の物質による吸収を定式化した法則である。法則名はヨハン・ハインリヒ・ランベルト、アウグスト・ベーア、ピエール・ブーゲに由来する。

## 公式
媒質に入射する前の光の強度(放射照度)を{\displaystyle I_{0}}、長さ {\displaystyle l} の媒質を透過した後の光の強度を{\displaystyle I_{1}}としたとき、吸光度{\displaystyle A}は以下のようになる。
{\displaystyle A=-{\log _{10}}\left({\frac {I_{1}}{I_{0}}}\right)=ECl={\epsilon }cl}
ここで{\displaystyle E}は比吸光度、{\displaystyle C}は媒質の質量対容量パーセント濃度、{\displaystyle {\epsilon }}はモル吸光係数、 {\displaystyle c} は媒質のモル濃度。

### 物理的な意味
光の吸収とは、量子論的に考えれば、分子や原子、イオンが光(電磁波)のエネルギーを用いてエネルギーの低い固有状態からエネルギーの高い固有状態に遷移することにより起こる現象である。
今、二つの固有状態（a、b；エネルギーはそれぞれ{\displaystyle {E_{a}},{E_{b}}}であり{\displaystyle {E_{a}}<{E_{b}}}とする）のみをもつ分子を考える、それぞれの状態に単位体積あたり{\displaystyle {N_{a}},{N_{b}}}個の分子が存在すると考えると、この系に光が入射したとき、{\displaystyle {N_{b}}}の時間変化は媒質中の分光放射照度{\displaystyle {\rho }=I/c}(ここで、{\displaystyle c}は光速）を用いて
{\displaystyle {\frac {dN_{b}}{dt}}=-B_{b\to a}\rho N_{b}+B_{a\to b}\rho N_{a}}
と表される。ここで、{\displaystyle B_{a\to b},B_{b\to a}}の単位は（光エネルギー/体積 時間)であり、それぞれアインシュタイン係数を示す。これらは遷移ごとに決まる定数であり{\displaystyle B_{a\to b}=B_{b\to a}=B_{ab}}と仮定すれば、
{\displaystyle {\frac {dN_{b}}{dt}}=B_{ab}\rho (N_{a}-N_{b})}
となる。また{\displaystyle {\rho }}は放射束（フラックス）Fを用いれば{\displaystyle {\rho }=h{\nu }F/c}(ここで、{\displaystyle h}はプランク定数、{\displaystyle {\nu }}は光の振動数)と書けるので、
{\displaystyle {\frac {dN_{b}}{dt}}={\frac {B_{ab}h\nu }{c}}F(N_{a}-N_{b})={\sigma }F(N_{a}-N_{b})}
ここで{\displaystyle {\sigma }}の単位は面積であり、吸収断面積と呼ばれ、物理的にはあるフラックスの光が分子に吸収される有効的な面積をしめす。つまり、微小距離dxを仮定したときに、dxを移動した後のフラックスの変化（単位面積あたりに吸収される光子の数）は、
{\displaystyle dF=-{\sigma }F(N_{a}-N_{b})dx\,}
と表せる。上の式を光が媒質をとおる長さLで定積分すれば、
{\displaystyle {\log _{e}}\left({\frac {F_{1}}{F_{0}}}\right)=-{\sigma }(N_{a}-N_{b})L}
フラックスFは放射照度Iを用いて{\displaystyle F=c{\rho }/h{\nu }=I/h{\nu }}より、
{\displaystyle {\log _{10}}\left({\frac {I_{1}}{I_{0}}}\right)=-{\log _{10}}\left({e}\right){\sigma }(N_{a}-N_{b})L}
と書ける。これは定義の式と等価である。

## 関連
- 分析化学
- 分光法
- 原子吸光
- 吸光光度法
- 吸収係数
- キャビティ・リングダウン分光計測法(CRDS)
- レーザー吸光分光法
- 核酸の定量
- トンネルダイオード・レーザー吸光分光法 (TDLAS)
- 指数関数的減衰